# Zwart-witte bosuil
De zwart-witte bosuil (Strix nigrolineata, synoniem: Ciccaba nigrolineata) is een lid van de familie van de 'echte' uilen (Strigidae).

## Verspreiding en leefgebied
Deze soort komt voor van Centraal-Mexico tot Venezuela en Peru.

## Status
De grootte van de populatie is in 2008 geschat op 50-500 duizend volwassen vogels. Op de Rode lijst van de IUCN heeft deze soort de status niet bedreigd.